# Metoda kompozycji łacińskiej
Metoda kompozycji łacińskiej – metoda pozwalająca w łatwy sposób znaleźć wszystkie ścieżki i cykle Hamiltona w grafie.
Krok 1
Wierzchołki grafu oznaczamy kolejnymi literami alfabetu. Budujemy macierz {\displaystyle M^{(1)}} rzędu równego rzędowi grafu. wiersze i kolumny macierzy również oznaczamy kolejnymi literami.
Jeżeli istnieje w grafie krawędź z wierzchołka {\displaystyle i} do wierzchołka {\displaystyle j} i {\displaystyle i} jest różne od {\displaystyle j,} to w kratkę macierzy {\displaystyle M^{(1)}[i,j]} wpisujemy {\displaystyle ij.} Wszystkim pozostałym elementom macierzy przypisujemy wartość 0.
Krok 2
Tworzymy macierz {\displaystyle M'^{(1)}.} Aby utworzyć macierz {\displaystyle M'^{(k)},} należy z każdego elementu macierzy {\displaystyle M^{(k)}} wykreślić pierwszą literę.
Krok 3
Szukamy macierzy {\displaystyle M^{(n-1)},} gdzie {\displaystyle n} jest rzędem grafu. W tym celu stosujemy mastępujące działanie:
{\displaystyle M^{(p+q)}=M^{(p)}\ L\ M'^{(q)}}
Jest ono zbliżone do mnożenia macierzy, ale zamiast mnożyć ciągi znaków, łączymy je. Jeżeli w nowo powstałym ciągu znaków jakiś znak się powtórzy, zastępujemy go zerem. Przemnożenie ciągu znaków przez 0 również daje 0. Zamiast sumować ciągi znaków wpisujemy je jeden nad drugim w tej samej kolumnie.
Ciągi znaków w otrzymanej w tym kroku macierzy przedstawiają wszystkie możliwe ścieżki Hamiltona.
Krok 4
Aby znaleźć cykle Hamiltona, należy jeszcze obliczyć macierz {\displaystyle M^{*(n)}=M'^{(n-1)}\ L\ M'^{(1)},} a następnie dopisać na początku każdego ciągu znaków literę odpowiadającą wierszowi macierzy, w którym się znajduje. Otrzymana macierz zawiera wszystkie cykle Hamiltona w grafie.